# 瞳片

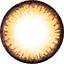
瞳片

瞳片是指直接附在角膜（虹膜）表面泪液层上的镜片，是一种装饰性的时尚用途隐形眼镜。一般分为两类：可以让瞳孔变大、变亮、变有神的瞳片，也可以叫扩瞳片（瞳孔放大片）。可以改变瞳孔颜色的瞳片，也可以叫彩瞳片（角膜变色片、彩色隐形眼镜）。

## 特征

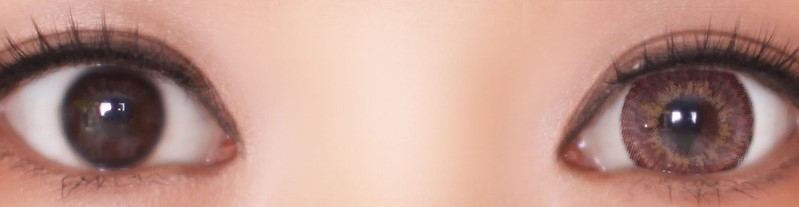
照片中模特的左眼为裸眼未佩戴瞳片，右眼佩戴了扩瞳片

隐形眼镜分为视力矫正用的隐形眼镜，和不以视力矫正为目的的时尚用途瞳片。瞳片一般都为软性的，采用亲水性强的物料甲基丙烯酸羟乙酯聚合物制成，容许氧气透过镜片进入角膜，令配戴更舒适。
依配戴时间不同，瞳片可分为日抛型、两周抛型、月抛型及传统年抛型。一般人都会选择配戴时间较短的日抛瞳片，因较卫生、方便、健康，可减少处理不当而引致眼部感染及发炎。
时尚用途的瞳片现在已成为了人们的日常生活用品，但其所引发的眼睛疾病时常发生，所以时尚用途的瞳片，和矫正视力的隐形眼镜一样，在各个国家或地区都是作为医疗器械级别受到高度规范管理的对象。

## 使用目的
时尚用途瞳片尤其受十至二十多岁年轻女性的欢迎。其最大的魅力在于，能够一边享受各种各样的颜色和设计一边演绎出自己喜欢的漂亮眼睛，近年来瞳片颜色和设计的变化也很丰富。此前，隐形眼镜主要用于视力校正，但随着时尚用途的瞳片出现，没有视力问题的人也可以使用瞳片为自己带来时尚改变。
时尚界的模特也大多会使用瞳片。再比如影视剧演员的特效化妆有时也会需要使用到。

## 优缺点

### 优点
1. 由于时尚用途瞳片的迅速发展和普及，人们可以轻松地享受到改变瞳孔颜色、花纹的各种乐趣。
2. 彩色隱形眼鏡能在不改變天然眼色的前提下，靈活增強或變換瞳色，適用於日常妝容、派對、舞台表演等多種場合；同時又具備度數配戴功能，兼顧視力矯正；多樣的拋棄週期與高透氧材質讓配戴更舒適、衛生，尤其日拋款免清洗、減少感染風險；部分產品還附加UV防護；加上價位涵蓋平價至醫療級，入門門檻低，幫助使用者提升氣質與自信，且可隨時更換不同色彩，靈活百搭。

### 缺点
因为是直接接触角膜的用品，所以需要充分的护理，错误的使用方法有发展为眼部疾病的危险。
不論是隱形眼鏡還是时尚用途瞳片均不宜长期佩戴，佩戴时亦需要严格遵守规范，否则会导致角膜发炎和细菌感染。有些劣质的瞳片會使瞳孔永久性染色。如果瞳片的透气性、透氧性、透水性不合格，佩戴时会使眼睛长期处于缺氧状态，严重时可致角膜穿孔。

## 著色直徑(G.DIA)

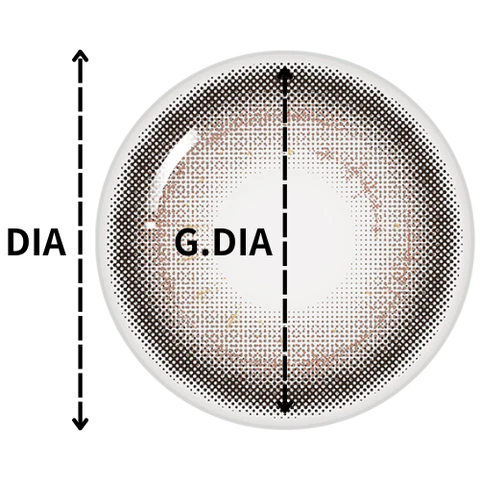

彩色隱形眼鏡的著色直徑（Graphic Diameter, 簡稱 G.DIA）是指隱形眼鏡上著色區域的直徑，也就是彩色部分覆蓋眼睛的範圍。與隱形眼鏡的總體直徑不同，著色直徑只涉及隱形眼鏡上有顏色的部分，通常也以毫米（mm）為單位。
著色直徑的大小會影響佩戴者眼睛的視覺效果，特別是瞳孔和虹膜的視覺比例。例如，較大的著色直徑可以讓眼睛看起來更大、更明顯，而較小的著色直徑則會產生較為自然的效果。
通常彩色隱形眼鏡的著色直徑範圍在12.0mm到13.8mm之間，具體取決於鏡片的設計和預期的視覺效果。選擇適合的著色直徑應根據個人需求，例如是否希望眼睛看起來更大或顏色更突出。

## 相关
- 眼镜
- 隐形眼镜